# Kibara chimbuensis
Kibara chimbuensis är en tvåhjärtbladig växtart som beskrevs av W.R. Philipson. Kibara chimbuensis ingår i släktet Kibara och familjen Monimiaceae. Inga underarter finns listade i Catalogue of Life.